# Kostel svatého Jakuba Většího (Kralupy u Chomutova)
Římskokatolický kostel svatého Jakuba Většího stával v zaniklé obci Kralupy u Chomutova v okrese Chomutov. Až do svého zániku býval farním kostelem ve farnosti Kralupy u Chomutova.

## Historie
Gotický kostel v Kralupech vznikl výraznou přestavbou staršího románského kostela okolo roku 1360. V první polovině osmnáctého století proběhla barokní přestavba. V roce 1796 vyhořel. Opraven byl o čtyři roky později a znovu v poslední čtvrtině devatenáctého století. Zanikl spolu s vesnicí v důsledku rozšiřování těžby hnědého uhlí v Lomu Nástup. Zbořen byl v září 1976.

## Stavební podoba

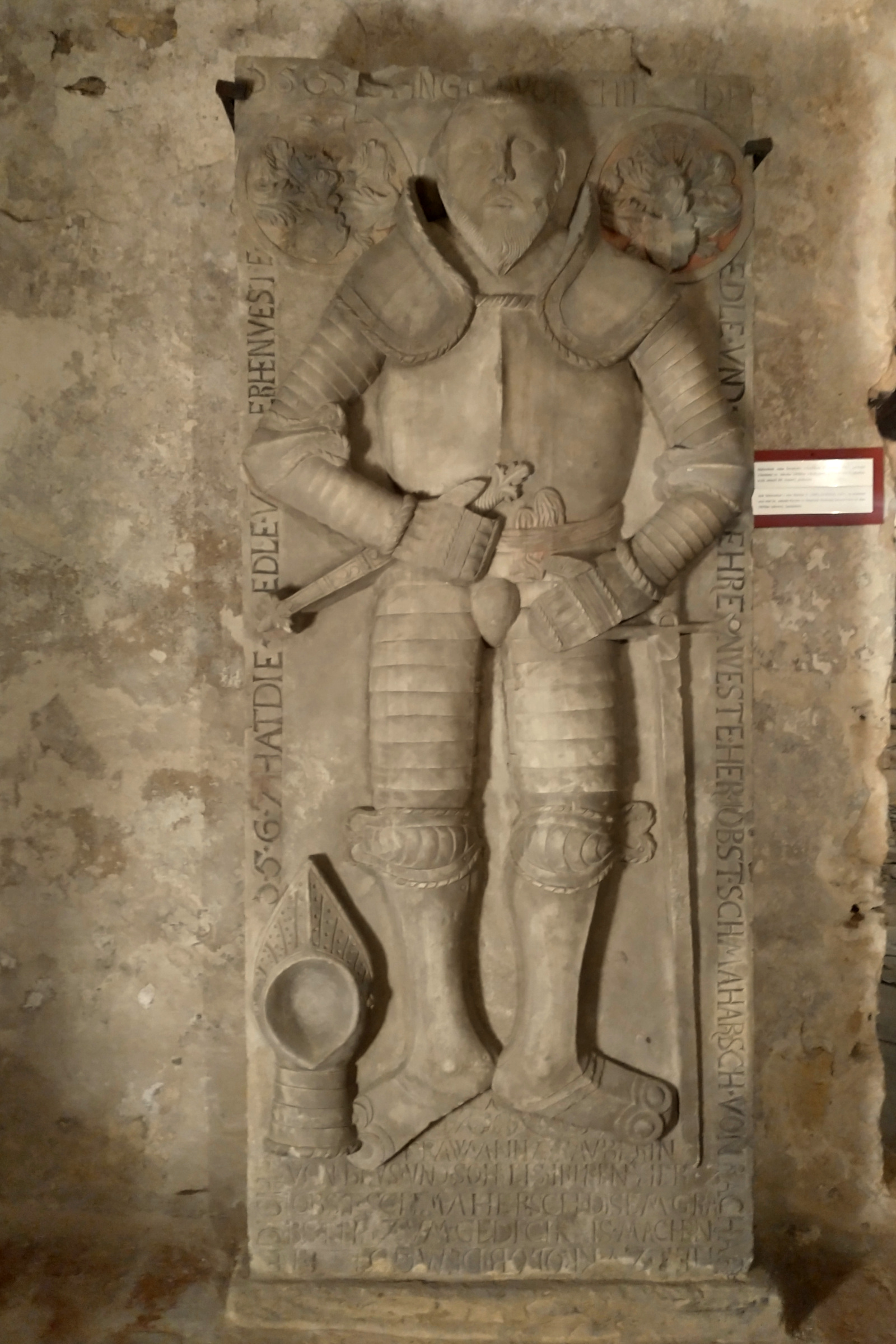
Z kostela pochází pískovcový náhrobník Jana Šmohaře z Rochova († 1565) z roku 1567 uložený ve sklepení chomutovské radnice

Jednolodní kostel s obdélným půdorysem měl pravoúhle uzavřený presbytář, u jehož severní strany stála pozdně gotická hranolová věž s barokním zakončením. Západní průčelí zdůrazňoval nízký rizalit se segmentovou římsou a volutovým štítem, ze kterého prostupoval okulus do spodní části trojúhelníkového tympanonu. V ose průčelí se nacházel pravoúhlý portál a druhý vstup chráněný malou předsíní byl uprostřed severní stěny. Boční fasády byly rozčleněné lizénovými rámy a půlkruhově zakončenými okny.

## Zařízení
Na hlavním novogotickém oltáři z roku 1880 byl obraz Apoteóza svatého Jakuba od Dominika Kindermanna (1739–1817) z roku 1802. Boční oltáře zasvěcené Panně Marii a svatému Janu Nepomuckému vyrobil V. Kostečka, který je také autorem hlavního oltáře. Kromě nich v kostele byla dva starší oltáře. Oltář zasvěcený Panně Marii Bolestné zdobený sochami svaté Anny a Piety pocházel z doby okolo roku 1730 a oltář svaté Kateřiny a Valpurgy vznikl ve druhé polovině osmnáctého století. Zařízení kostela doplňovala socha svatého Jana Nepomuckého, obrazy křížové cesty (kopie děl Josefa Führicha) a kamenná křtitelnice z osmnáctého století.
Oltáře, kazatelna, varhany a další součásti vybavení měly být uloženy nejprve v perštejnském kostele svatého Vendelína, ale později bylo rozhodnuto o jejich přemístění do kostela svatého Václava ve Výsluní.